# U.S. Men's Clay Court Championships 1982
L'U.S. Men's Clay Court Championships 1982 è stato un torneo di tennis giocato sulla terra. È stata la 72ª edizione del U.S. Men's Clay Court Championships, che fa parte del Volvo Grand Prix 1982. Si è giocato a Indianapolis negli Stati Uniti dal 3 al 9 agosto 1982.

## Campioni

### Singolare
José Higueras ha battuto in finale  Jimmy Arias con il punteggio di 7–5, 5–7, 6–3.

### Doppio
Sherwood Stewart /  Ferdi Taygan hanno battuto in finale  Robbie Venter /  Blaine Willenborg con il punteggio di 6–4, 7–5.